# Uromyces tenuicutis
Uromyces tenuicutis ist eine Ständerpilzart aus der Ordnung der Rostpilze (Pucciniales). Der Pilz ist ein Endoparasit der Süßgrasgattung Sporobolus. Symptome des Befalls durch die Art sind Rostflecken und Pusteln auf den Blattoberflächen der Wirtspflanzen. Sie ist weltweit verbreitet.

## Merkmale

### Makroskopische Merkmale
Uromyces tenuicutis ist mit bloßem Auge nur anhand der auf der Oberfläche des Wirtes hervortretenden Sporenlager zu erkennen. Sie wachsen in Nestern, die als gelbliche bis braune Flecken und Pusteln auf den Blattoberflächen erscheinen.

### Mikroskopische Merkmale
Das Myzel von Uromyces tenuicutis wächst wie bei allen Uromyces-Arten interzellulär und bildet Saugfäden, die in das Speichergewebe des Wirtes wachsen. Aecien oder Spermogonien der Art sind nicht bekannt. Die gelbbraunen Uredien des Pilzes wachsen beid- oder überwiegend unterseitig auf den Wirtsblättern. Ihre (hell) zimtbraunen Uredosporen sind 24–30 × 19–23 µm groß, breitellipsoid und fein stachelwarzig. Die blattoberseitig wachsenden Telien der Art sind gräulich, unscheinbar und bedeckt, sie besitzen Paraphysen. Die goldenen bis kastanienbraunen Teliosporen sind einzellig, variabel und unregelmäßig geformt und 22–28 × 16–23 µm groß. Ihre Stiele sind farblos und bis zu 50 µm lang.

## Verbreitung
Das bekannte Verbreitungsgebiet von Uromyces tenuicutis umfasst warme Regionen auf der ganzen Welt.

## Ökologie
Die Wirtspflanzen von Uromyces tenuicutis sind diverse Sporobolus-Arten. Der Pilz ernährt sich von den im Speichergewebe der Pflanzen vorhandenen Nährstoffen, seine Sporenlager brechen später durch die Blattoberfläche und setzen Sporen frei. Die Art verfügt über einen Entwicklungszyklus, von dem bislang lediglich Telien und Uredien sowie deren Wirt bekannt sind; Spermogonien und Aecien konnten dem Pilz nicht zugeordnet werden.